# Cuthonidae
Cuthonidae Odhner, 1934 è una famiglia di molluschi nudibranchi della superfamiglia Fionoidea.

## Tassonomia
Comprende i seguenti generi:
- Bohuslania Korshunova, Lundin, Malmberg, Picton & Martynov, 2018
- Cuthona Alder & Hancock, 1855